# Etyka normatywna
Etyka normatywna – jeden z działów etyki (obok etyki opisowej i metaetyki), który wskazuje jak należy postępować, jakie są kryteria oceny działań i ich uzasadniania. 
W zależności od tego, jakie pojęcia uznają za centralne, można wyróżnić następujące rodzaje etyk normatywnych:
- aksjologiczne – stawia w centrum uwagi pojęcie wartości,
- deontologiczne –  stawia w centrum uwagi pojęcie powinności (obowiązku),
- odpowiedzialności –  stawia w centrum uwagi pojęcie odpowiedzialności,
- aretologiczne – stawia w centrum uwagi pojęcie cnoty (Areté).